# Рубинен морски дракон
Вижте пояснителната страница за други значения на Дракон.
Рубинен морски дракон (Phyllopteryx dewysea) е морска риба от семейство иглови (Syngnathidae). Обитава бреговете на Западна Австралия. Този вид е едва третия известен от морските дракони, и първият, който се открива от 150 години.

## Местообитание
Вида е открит през 2007 г. в дълбоките води на Западна Австралия. Двата известни вида морски дракони са често срещани в плитките рифове, докато екземплярът на рубинен морски дракон е изтеглен от 51 m, а двата допълнителни екземпляри – на 72 m, на няколко километра навътре в океана.

## Описание
Има ярко червено оцветяване и с напречни набраздявания на тялото, подобни на тези, като на листовидните морски дракони, но формата на тялото в по-голяма степен прилича на обикновения морски дракон. Обяснението за цвета му е, че вида обитава по-дълбоките води, където червените нюанси се абсорбират по-ефективно и червеното може да помогне за камуфлажа.